# 孫松
孫 松（そん しょう）は、中国後漢末期から三国時代にかけての呉の武将。字は子喬。父は孫翊。伯父は孫権。

## 生涯
人との交わりを大切にし、施しを好み財貨を惜しみなく人々に分け与えた。射声校尉・都郷侯の地位にあった。
巴丘の軍の司令官であった時、何度か陸遜に自分の行動の正否を尋ねている。
黄龍元年（229年）、宗族の中でも特に孫権に可愛がられていた孫松は、それをいいことに兵の訓練を怠ったため、陸遜は担当の役人を髠刑（頭髪を剃る刑）に処した。また、陸遜が孫松を面責すると、孫松は不平な顔をした。陸遜が「君は私の見識の狭さも意に介さず、自らの行いの正否を尋ねるためによく訪れるので、私は言葉を尽くしているのだ。なのにどうして君はそのような顔をするのか」と尋ねると、孫松は笑いながら「ただこのようなことをしでかした自分に腹を立てているだけです。どうしてあなたを怨むのでしょうか」と述べたという。
黄龍3年（231年）に亡くなった。
諸葛亮は兄の諸葛瑾に送った手紙で「呉国から厚遇を受けたこともあり、若い方々には親しい感情を持っていました。中でも子喬どのは立派な人物であり、その逝去に対し心を痛めております。かつて子喬どのから頂いた贈り物を見ると、感極まって涙を留めえません」と孫松の死を悼んでいる。これは諸葛亮が養子の諸葛喬から孫松のことを色々と尋ね聞いていたからだという。 